# حافظ أبو سجاد
محمد حافظ بن أبو سجاد (ولد في 1 نوفمبر 1990) هو لاعب كرة قدم سنغافوري يلعب لنادي جوهر دار التعظيم ب، الفريق الرديف لنادي جوهر دار التعظيم في دوري ماليزيا للمحترفين. يلعب كمدافع ووسط ميدان.

## روابط خارجية
- حافظ أبو سجاد على موقع قاعدة بيانات كرة القدم.إي يو (الإنجليزية)
- حافظ أبو سجاد على موقع ناشيونال فوتبول تيمز (الإنجليزية)
- حافظ أبو سجاد على موقع Soccerway.com (الإنجليزية)
- حافظ أبو سجاد على موقع عالم كرة القدم.نت (الإنجليزية)